# Melderskin
Melderskin er en bjergtop i Kvinnherad kommune i Vestland fylke i Norge. Bjerget, der når en højde på 1.426 meter over havet, ligger nordøst for Baroniet Rosendal. 
Navnet stammer fra de norrøne ord melder, som betyder «korn som bliver malet til mel» og skin som betyder glans eller skin. Betydningen bliver da «fjeldet med et skinnende snelag på toppen».
60°0′23.53″N 6°4′53.52″Ø / 60.0065361°N 6.0815333°Ø